# Swiftwater Bridge
Die Swiftwater Bridge (auch: Bath Covered Bridge, New Hampshire Covered Bridge No. 29) ist eine überdachte Brücke in Bath in New Hampshire. Sie überquert den Wild Ammonoosuc River bei Swiftwater Village an der NH-112 von Bath nach Benton. Sie wurde 1849 fertiggestellt und als Paddelford-Träger ausgeführt, einer nicht patentierten regionalen Abwandlung eines Town-Trägers. Die Brücke steht im National Register of Historic Places (NHRP).

## Geschichte
Die 1849 eröffnete Brücke ist die vierte Brücke an dieser Stelle. Die erste wurde 1810 gebaut und 1818 bei einem Hochwasser fortgespült. Die zweite Brücke wurde 1828 ebenfalls bei Hochwasser zerstört. Die dritte Brücke von 1829 wurde beim Bau der vierten, heutigen (Stand 2021) Brücke zerlegt. Der Erbauer der Brücke ist nicht bekannt. Die Bauaufsicht oblag möglicherweise den damaligen Straßen- und Brückenaufsehern von Bath namens Joseph Fifield und John H. Carbee. Diese waren auch am Bau der Bath Bridge beteiligt gewesen. Zur Zeit ihrer Errichtung diente die Brücke vorrangig der Erschließung einer Holzfällergemeinde, die bei Swiftwater Village entstanden war. Die Tradition will, dass die Brücke oft Ort des Rückstaus von geflößten Baumstämmen war, die nicht in Verbünden, sondern einzeln schwammen. Mindestens einmal sollen Baumstämme auf dem Dach der Brücke gelandet sein, nachdem ein solcher Stau mit Dynamit aufgelöst worden war. Die Brücke soll dabei keinen nennenswerten Schaden genommen haben. Von ihrer Errichtung bis zur Aufnahme in das NRHP wurde die Brücke von Bath unterhalten, ohne dass staatliche Mittel in Anspruch genommen wurden. Im Jahr nach der Aufnahme wurde die Brücke vom Staat New Hampshire für gut 30.000 $ saniert.

## Bedeutung
Die Brücke von Swiftwater ist nach einem Design von Peter Paddleford gebaut, einem Brückenbauer aus Littleton, zwei Gemeinden nördlich von Bath. Dieser entwickelte eine Variante des Town-Trägers, die verschiedentlich in Vermont und New Hampshire gebaut wurde. Neben der Swiftwater Bridge gehört die Brücke in Stark zu den noch existierenden Exemplaren.

## Eigenschaften
Die Brücke ist 173 Fuß 8 Zoll lang (52,9 m) mit einer Fahrbahnlänge von 158 Fuß 2 Zoll (48,2 m) und einer Fahrbahnbreite von 16 Fuß 6 ½ Zoll (5 m) bei einer Gesamtbreite von 20 Fuß 10 ½ Zoll (6,4 m). Die Portale der Brücke haben eine Durchfahrtshöhe von 11 Fuß 4 Zoll (3,5 m), die ausgeschildert ist. Die zulässige Belastung beträgt sechs Short tons. Die Fahrbahn ist an den Rändern in Fahrrichtung, dazwischen diagonal beplankt. Das Dach ist aus Wellblech, die Portalfronten sind mit Holzschindeln verkleidet. Die Seiten der Brücke haben eine 2,4 Meter hohe, vertikale Beplankung, die in jeder Seite Fenster aufweist.